# Klein Soestdijk
Klein Soestdijk is een voormalige directeurswoning in het Nederlandse dorp Veenhuizen in Drenthe.

## Geschiedenis
In 1859 werd de voormalige kolonie van de Maatschappij van Weldadigheid in Veenhuizen overgenomen door de Nederlandse staat en omgevormd tot een strafinrichting. In opdracht van het Ministerie van Binnenlandse Zaken werd een nieuwe directeurswoning gebouwd, naar een ontwerp van architect Johan Metzelaar. Het pand was aanvankelijk naamloos, maar kreeg in de volksmond al snel de bijnaam Klein Soestdijk. Het witte gebouw met haar twee zijvleugels deed blijkbaar denken aan paleis Soestdijk. Het landgoed heeft een overtuin, dat wil zeggen dat de tuin doorloopt tot aan de overkant van de Kolonievaart.
In 2008 kwam Klein Soestdijk in handen van Het Drentse Landschap. Huis en landgoed werden gerestaureerd en in 2011 heropend door Pieter van Vollenhoven. Vanaf 2013 was het onderdeel van 'Zorgboerderij de Mare'. In 2021 kwamen er huurders die er een logeergelegenheid uitbaten.

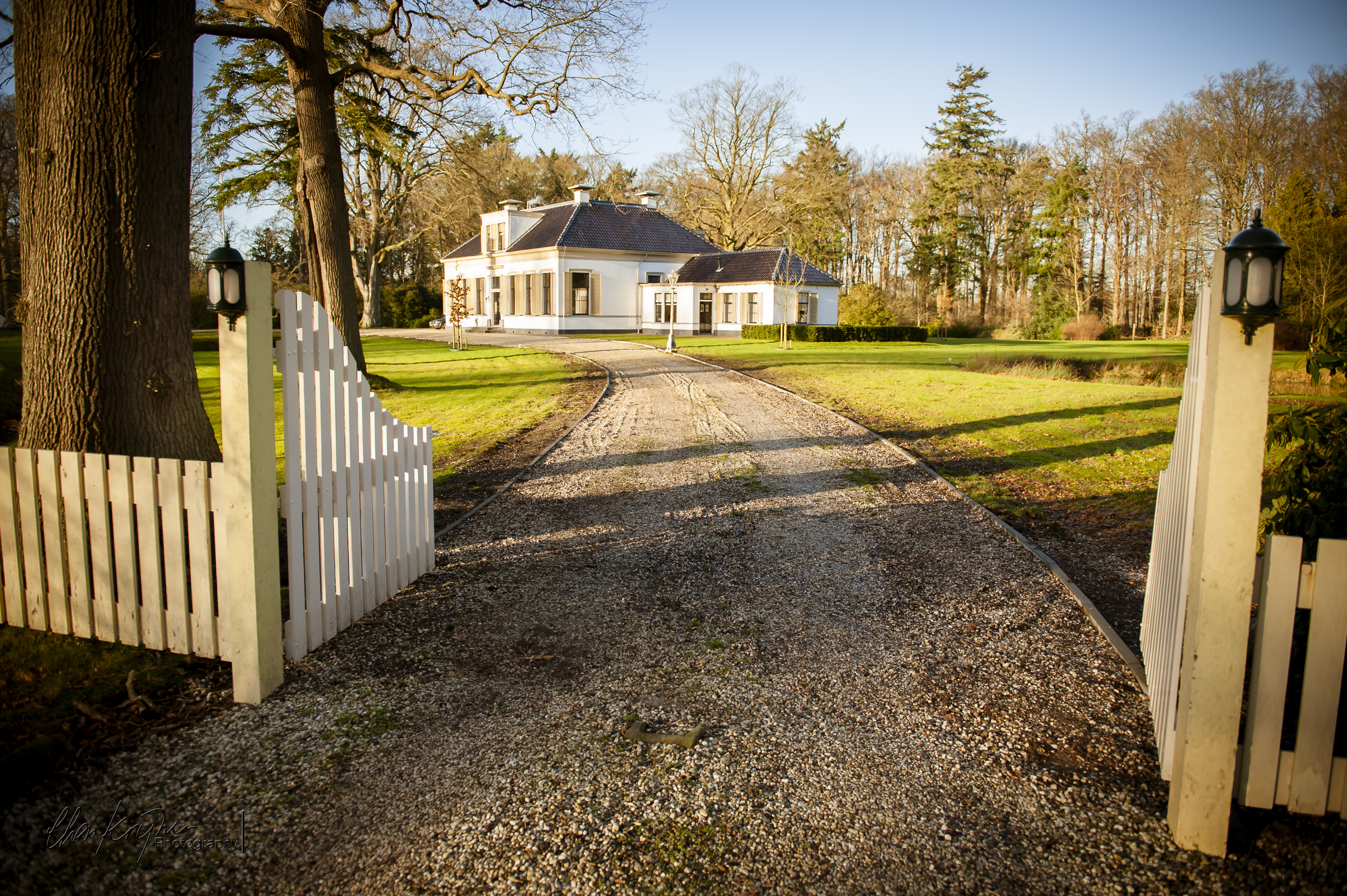
Klein Soestdijk in de vroege lente

## Waardering
Het pand werd in 1995 ingeschreven in het monumentenregister en wordt beschermd als rijksmonument; "De woning markeert de omslag naar een grotere bemoeienis van de overheid met de Rijkswerkinrichting; zij is daardoor een essentieel onderdeel van het uitzonderlijk waardevolle gebied Veenhuizen. Bovendien is het gebouw van architectonisch, typologisch en stedebouwkundig van belang. Gaaf en voor Veenhuizen uniek."